# Red River
Red River är en 2189 kilometer lång biflod till Mississippifloden och en av två större floder i USA med detta namn. Den har sin början i det område som kallas the Texas Panhandle. En stor del av Red River utgör delstaten Oklahomas sydgräns och en liten del gräns mellan Arkansas och Texas.
I juni 2015 översvämmade floden delar av Shreveport.